# Gaweł
Gaweł – imię męskie pochodzenia łacińskiego, wywodzi się od słowa Gallus oznaczającego „Galijczyk”, mieszkaniec Galii z łac. gallus, 'kogut') lub celt. słowa Calleh, 'Galijczyk' utworzonego od ghas-los, 'przybysz', 'obcy'.
Na ziemiach wschodnich (ruskich) pojawiała się postać imienia Haveł, Havłos (z 1333). Od imienia Gaweł pochodzą nazwiska: Gaweł, Gawłowski, Gawlik, Gawełek, Gawlikowski, Gawliński.
Wśród patronów – św. Gaweł (uczeń św. Kolumbana), zwany również Św. Gallem. W sumie hagiografia chrześcijańska zna 7 świętych i 1 błogosławionego o tym imieniu.
W Polsce imię znane z wiersza Aleksandra Fredry Paweł i Gaweł (tekst wiersza w Wikiźródłach).
Wedle danych PESEL według stanu na 19 stycznia 2024 roku imię to nosi w Polsce 259 mężczyzn.
Żeńska forma: Galla
Gaweł imieniny obchodzi 1 lipca i 16 października.